# COLLECTION III
『COLLECTION III』（コレクション・スリー）は、中山美穂のコレクション・アルバム（シングルコレクション）。1995年3月1日にキングレコードより発売された。規格品番はKICS-500。

## 概要
1987年の『COLLECTION』、1990年の『COLLECTION II』に続くシングルコレクション。1991年の「これからのI Love You」から1994年の「HERO」までのシングル表題曲10曲が発売順にオリジナルバージョンで収録されている。
前年に発売されたライブ・アルバム『Pure White Live '94』の通常版と共に、中山の誕生日である3月1日に同時発売された。アートワークはサカグチケンが手掛けている。
中山の全アルバム中、最大の売上枚数を記録している。
初版の発売以降、暫くのあいだ廃盤となっていたが、2006年2月1日に価格を下げて再発売された。

## 収録曲

### CD
| #   | タイトル                                        | 作詞                            | 作曲                     | 編曲                               | 時間 |
| --- | ----------------------------------------------- | ------------------------------- | ------------------------ | ---------------------------------- | ---- |
| 1.  | 「これからのI Love You」                        | 松井五郎                        | 崎谷健次郎               | ATOM PROJECT （St.Arr.）崎谷健次郎 | 5:57 |
| 2.  | 「Rosa」                                        | 一咲                            | 井上ヨシマサ             | ATOM                               | 5:13 |
| 3.  | 「遠い街のどこかで…」                           | 渡邉美佳                        | 中崎英也                 | 中崎英也                           | 5:56 |
| 4.  | 「Mellow」                                      | 一咲                            | 井上ヨシマサ             | 井上ヨシマサ                       | 5:52 |
| 5.  | 「世界中の誰よりきっと」(″中山美穂＆WANDS″名義) | 上杉昇・中山美穂                | 織田哲郎                 | 葉山たけし                         | 4:06 |
| 6.  | 「幸せになるために」                            | 岩里祐穂・中山美穂              | 日向敏文                 | 日向敏文                           | 4:17 |
| 7.  | 「あなたになら…」                               | 中山美穂                        | 久石譲                   | 久石譲                             | 5:26 |
| 8.  | 「ただ泣きたくなるの」                          | 国分友里恵・中山美穂            | 岩本正樹                 | 岩本正樹                           | 5:02 |
| 9.  | 「Sea Paradise -OLの反乱-」                     | 中山美穂                        | KNACK                    | ATOM                               | 6:17 |
| 10. | 「HERO」                                        | M. Carey （日本語訳詞）中山美穂 | M. Carey / W. Afanasieff | Robbie Buchanan                    | 4:52 |

## 再発盤
- 1998年3月4日 - CD（廉価盤KICS-669／オリジナル盤より音圧レベルが上がっている。従来のものとは別仕様の赤色帯に変更）
- 2006年2月1日 - CD（廉価盤KICS-1220／帯がピンク色の新しいバージョンに変更、リマスタリング仕様）
- 2007年 - iTunes配信
- 2014年6月25日 - ハイレゾ配信（2014リマスター、ハイレゾ音源にて今作含むCOLLECTIONシリーズ全てが同日配信開始／配信元：mora、e-onkyo music、VICTOR STUDIO HD-Music）